# 브루클린 프린스
브루클린 프린스(영어: Brooklynn Prince, 2010년 5월 4일 ~ )는 미국의 배우이다. 프린스는 2살 때부터 경력을 시작했으며, 지면 및 영상 광고에 출연했다. 2017년 영화 《플로리다 프로젝트》에서 무니 역할의 연기로 주목을 받기 시작하였다. 그녀는 크리틱스 초이스 영화상 최우수 아역연기상을 수상하였다.

## 필모그래피

### 영화
| 년도 | 제목                                                      | 역할      | 참고        |
| ---- | --------------------------------------------------------- | --------- | ----------- |
| 2017 | 로보-독: 에어본 Robo-Dog: Airborne                        | 미라 페리 |             |
| 2017 | 플로리다 프로젝트 The Florida Project                     | 무니      |             |
| 2018 | 몬스터 앳 라지 Monsters at Large                          | 소피      |             |
| 2019 | 레고 무비 2 The Angry Birds Movie 2                       | 비앙카    |             |
| 2019 | 앵그리 버드 2: 독수리 왕국의 침공 The Angry Birds Movie 2 | 조이      | 목소리 출연 |
| 2020 | 더 터닝 The Turning                                       | 플로라    |             |
| 2020 | 오직 하나뿐인 아이반 The One and Only Ivan                | 루비      | 목소리 출연 |
| 2021 | 세틀러스 Settlers                                         | 어린 레미 |             |
| 2023 | 코카인 베어 Cocaine Bear                                  |           |             |

## 수상 및 후보
| 년도 | 작품              | 시상식                                                    | 부문                   | 결과 | 출처.  |
| ---- | ----------------- | --------------------------------------------------------- | ---------------------- | ---- | ------ |
| 2017 | 플로리다 프로젝트 | 크리틱스 초이스 영화상(미국 방송 영화 비평가 협회)        | 최우수 아역연기상      | 수상 | [ 5 ]  |
| 2017 | 플로리다 프로젝트 | 고섬상                                                    | 신인 배우상            | 후보 | [ 6 ]  |
| 2017 | 플로리다 프로젝트 | 얼라이언스 오브 우먼 필름 저널리스트(여성 영화기자협회상) | 최우수 신인 연기상     | 수상 | [ 7 ]  |
| 2017 | 플로리다 프로젝트 | 샌디에이고 영화 비평가 협회                               | 신인 아티스트상        | 후보 | [ 8 ]  |
| 2017 | 플로리다 프로젝트 | 시애틀 영화 비평가 협회                                   | 최우수 아역 연기상     | 수상 | [ 9 ]  |
| 2017 | 플로리다 프로젝트 | 워싱턴 D.C. 아레아 영화 비평가 협회                       | 최우수 신인 연기상     | 수상 | [ 10 ] |
| 2017 | 플로리다 프로젝트 | 여성 영화 비평가 협회                                     | 최우수 아역 여성연기상 | 수상 | [ 11 ] |
| 2017 | 플로리다 프로젝트 | 시카고 영화 비평가 협회                                   | 가장 유망한 연기상     | 후보 | [ 12 ] |
| 2017 | 플로리다 프로젝트 | 더블린 영화 비평가 협회                                   | 올해의 신인 아티스트상 | 후보 |        |
| 2017 | 플로리다 프로젝트 | 온라인 영화 비평가 협회                                   | 최우수 신인 스타상     | 후보 | [ 13 ] |
| 2018 | 플로리다 프로젝트 | 조지아 영화 비평가 협회                                   | 신인 아티스트상        | 후보 | [ 14 ] |
| 2018 | 플로리다 프로젝트 | 휴스턴 영화 비평가 협회                                   | 최우수 여우주연상      | 후보 | [ 15 ] |